# Kaszaf Muchtarow
Kaszaf Gilfanowicz Muchtarow (ros. Кашаф Гильфанович Мухтаров, ur. 14 lipca 1896 we wsi Tawili w guberni kazańskiej, zm. 27 października 1937 w Sandarmochu w Karelskiej ASRR) – przewodniczący Rady Komisarzy Ludowych Tatarskiej ASRR (1921-1924).
1916-1917 studiował na Wydziale Medycznym Uniwersytetu Permskiego, 1918 komisarz d.s narodowości guberni permskiej. Od 1918 członek RKP(b), 1918-1919 kierownik wydziału tatarsko-baszkirskiego wiackiego gubernialnego komitetu RKP(b), 1919-1920 żołnierz Armii Czerwonej, później kierownik wydziału ochrony zdrowia tatarskiego komitetu rewolucyjnego. W 1920 ludowy komisarz ochrony zdrowia Tatarskiej ASRR, 1921-1924 przewodniczący Rady Komisarzy Ludowych Tatarskiej ASRR, 1924-1929 kierownik wydziału leczniczego ludowego komisariatu ochrony zdrowia RFSRR.
W 1929 aresztowany, 13 stycznia 1931 skazany na 10 lat więzienia, w 1937 rozstrzelany na fali wielkiego terroru.